# 雅千夏
雅 千夏（みやび ちなつ、1988年5月9日 - ）は兵庫県出身のタレント・歌手。身長155cm。血液型A型。牡牛座。ニックネーム・みやっぴー。デートピア所属。

## 来歴・人物
幼少期にミュージカル劇団に入所し、歌・ダンスにふれてみて、興味を持ったのが音楽活動のきっかけである。高校卒業後の2007年3月以降はライブなどでCDの売り上げが増えている。

## 出演番組
- トミーズのはらぺこ亭（関西テレビ放送）。街ぺこハンターズGooGooメンバーの1人。
- 関西テレビ☆京都チャンネル「Goo Goo」レギュラー出演
- GyaoTV「うたブロ」
- 勝ち抜き!アイドル天国!!ヌキ天（GyaO・2008年4月2日放送・2008年4月20日放送）
- 「AKIBAッテキ!!!」（エンタ!371、2008年4月21日放送）

## ディスコグラフィ

### シングル
- 38回転ボクのルーレット（2008年4月1日発売）

レーベル:D-topia Independent
規格品番: DTJR-8022
[収録曲]
1. 38回転ボクのルーレット
2. 振り回され体温
3. SUMMER COCKTAIL
4. 38回転ボクのルーレット(Instrumental)